# Henning Carlsen
Henning Carlsen (ur. 4 czerwca 1927 w Aalborgu, zm. 30 maja 2014 w Kopenhadze) – duński reżyser filmowy.

## Filmy
- Dilemma (1962)
- Hvad med os? (1963)
- Kvindedyr (1965)
- Sult (1966)
- Mennesker mødes og sød musik opstår (1967)
- Klabautermanden (1969)
- Man sku' være noget ved musikken (1972)
- En lykkelig skilsmisse (1975)
- Da Svante forsvandt (1975)
- Hør, var der ikke en som lo? (1978)
- Pengene eller livet (1982)
- Oviri (1986)
- Pan (1995)
- I Wonder Who's Kissing You Now (1998)
- Springet (2005)

## Seriale i filmy dokumentalne
- De gamle (1961)
- Familiebilleder (1964)
- Ung (1965)
- Er I bange? (1971)